# Servicio de Televisión Pública (Taiwán)

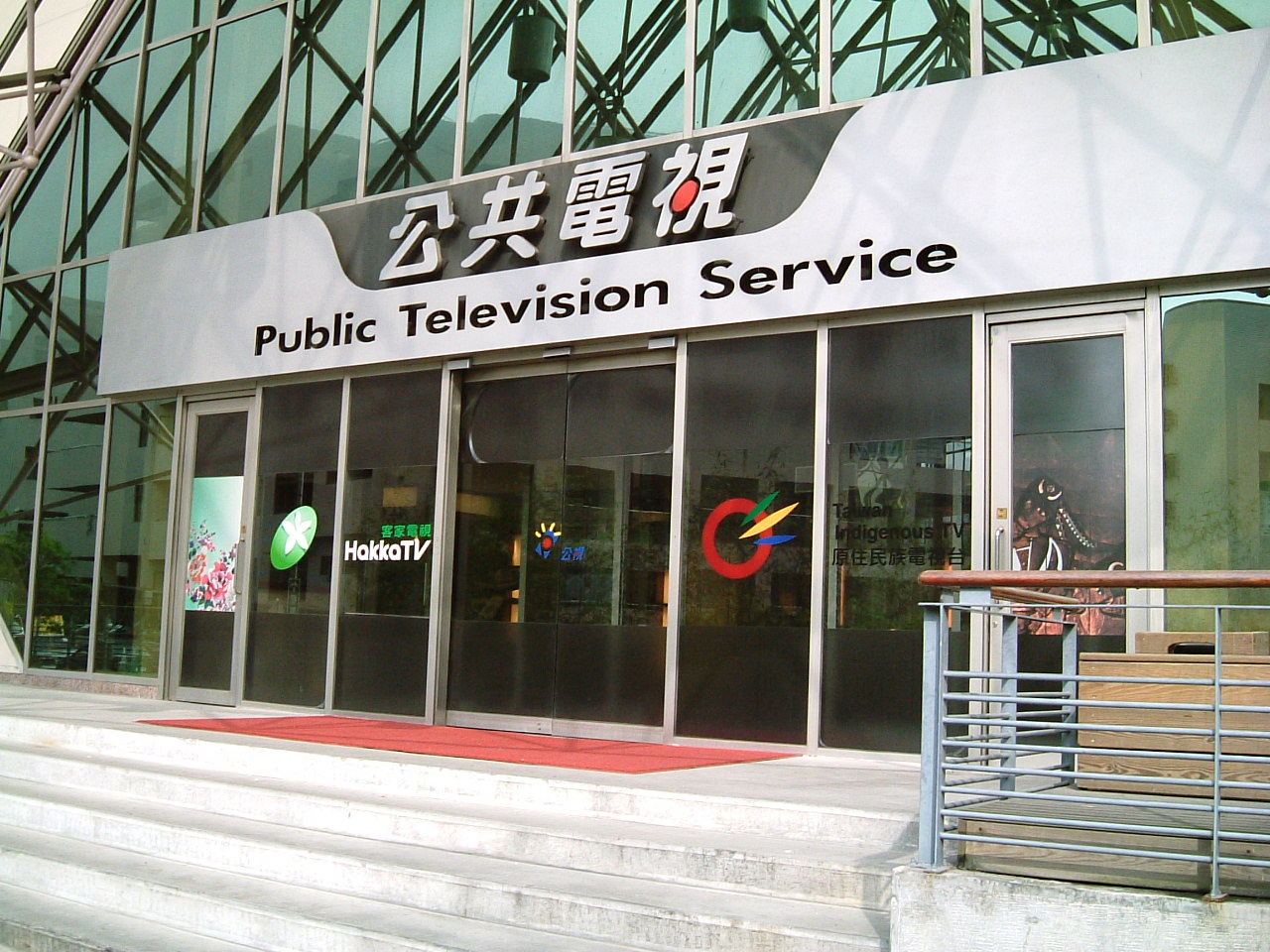
Edificio B de PTS

La Fundación Servicio de Televisión Pública de Taiwán (PTS Foundation/Public Television Service Foundation, en chino tradicional, 財團法人公共電視文化事業基金會; pinyin, Cáitúan Fǎrén Gōnggòng Diànshì Wénhuà Shìyè Jījīnhuì), también llamada Servicio de Televisión Pública (PTS, del inglés Public Television Service, en chino tradicional, 公共電視/公視; pinyin, Gōnggòng Diànshì/Gōngshì), es el primer ente independiente de radiodifusión pública de Taiwán, que opera los canales PTS, PTS Taigi y PTS3. 
Propuesto por primera vez en 1980, y luego de muchas discusiones políticas, los estatutos finales que crearon PTS se promulgaron en 1997.
PTS fue establecido formalmente en 1998 luego de la nominación y primera reunión de la junta directiva y de supervisores elegida por un comité del Yuan Legislativo y aprobada por el Yuan de Examinación.
Desde su creación, PTS ha producido varios programas y miniseries dramáticas aclamadas por la crítica a pesar de sus problemas de financiación. PTS también promueve los idiomas taiwanés y chino hakka, así como las lenguas formosanas habladas por la población aborigen de Taiwán.

## Como parte de TBS
PTS es operado por la Fundación Servicio de Televisión Pública, organización sin ánimo de lucro y radiodifusora independiente de servicio público.
PTS conforma, junto al Sistema de Televisión Chino (CTS, por sus siglas en inglés), el Sistema de Radiodifusión de Taiwán (TBS, por sus siglas en inglés), desde 2006. Al año siguiente Taiwan Indigenous Television (TITV), Hakka TV y Taiwan Macroview Televisión (MACTV) se unirían a TBS, completando así su estructura.
En 2020 el Ministerio de Cultura de Taiwán anunció que brindaría a PTS presupuesto para producir programación en inglés. Por el momento, PTS produce un informativo diario de 15 minutos, emitido de lunes a viernes antes de la medianoche, titulado PTS English News. PTS también produce y emite informativos diarios en indonesio (Warta Berita), vietnamita (Bản tin tiếng Việt) y tailandés (โฟกัสไต้หวัน), disponibles en su portal web y en su canal de YouTube.

## Canales de PTS
El Servicio de Televisión Pública de Taiwán opera los siguientes canales de televisión:

### Señal abierta
- PTS (señal principal, predominantemente en mandarín, de corte generalista)
- PTS Taigi (antes PTS2, canal generalista en idioma taiwanés)
- PTS3 (transmite documentales, series, programas culturales y eventos deportivos; anteriormente HiHD, PTS HD, primer canal en alta definición de Taiwán)

### Canales por internet
- PTS Drama (en chino tradicional, 公視戲劇台; pinyin, Gōngshì Xìjù Tái) (transmite repeticiones de series dramáticas a través de las plataformas OTT 4gtv y LiTV)